# Finnország történelme

Finnország címere

Finnország történelme az utolsó jégkorszak, Kr. e. 9000 után kezdődött. A mai Finnország területe ekkor vált lakottá, őslakói valószínűleg az északra szorult számik lehettek. A finn területek – napjaink Finnországa és Nyugat-Karélia – a 12–13. századot követően a Svéd Királysághoz tartoztak, ennek nyomát mindmáig őrzi az anyanyelvét használó finnországi svéd kisebbség és a reformációt követően uralkodóvá váló evangélikus vallás. A középkor évszázadaiban Novgoroddal, a kora újkorban a nagyhatalommá váló Oroszországgal háborúzott Svédország. Ennek során a finn határvidék folyamatosan mozdult el kelet felé egészen a nagy északi háborúig.
Az ezt követő időszakban, a 18. század során Finnország egyes területeit, elsősorban délkeleti részeit több ízben elfoglalták az oroszok, a háborúk és a visszatérő éhínségek nagy veszteséggel jártak. 1809-ben a finnek lakta tartományok az Orosz Birodalom részévé váltak, ekkor alakították ki az autonóm Finn Nagyhercegséget. A 19. század során jelent meg a finn nacionalizmus, mely a gazdag kulturális hagyományokra, a szabad parasztságra és az időközben megerősödő nemzeti értelmiségre épült. A század végén erősen jelentkezett a finn függetlenség igénye.
1917-ben Finnország kikiáltotta függetlenségét. Ezt követően néhány hónapos polgárháború tört ki a „fehérek” és a Szovjet-Oroszország által támogatott „vörösök” között. Finnország belső viszonyai konszolidálódtak, polgári demokrácia alakult ki az országban, ugyanakkor a Szovjetunióval való viszony feszült maradt. A második világháború alatt Finnország két alkalommal is harcolt a Szovjetunió ellen, sikeresen megvédte a függetlenségét és demokratikus berendezkedését, jóllehet az 1940-es béke és az azt megerősítő 1947-es párizsi békeszerződés jelentős területeket juttatott a Szovjetunió birtokába, elsősorban Karéliában.
A második világháborút követően Finnország agrárállamból vegyes gazdasággá és jóléti állammá vált. Finnország a Szovjetunió árnyékában nem folytathatott Nyugat-barát külpolitikát, hivatalosan semleges maradt, a szovjet befolyás pedig egészen 1991-ig meghatározta az országot, mely ennek ellenére értékrendjében és berendezkedésében a nyugati világhoz tartozott. Finnország 1995-ben lett az Európai Unió tagja, a finn márkát 2002-ben váltotta fel az euró. 2023-ban csatlakozott a NATO-hoz.

## Őstörténet

### A finnugor őshaza problematikája

Az uráli nyelvcsalád elterjedtsége napjainkban

A legnagyobb történeti problémát az jelenti, hogy az őskori régészeti kultúrákat nehéz nyelvekhez kötni, míg az etnikumok kialakulása későbbi jelenség. A finnugor népek által birtokolt területeket sokszor a növényföldrajzi, paleobotanikai adatok nyelvészeti megfigyelésekkel való összevetésével próbálták meghatározni. Északkelet-Európa legkorábbi népességének hovatartozása és a finnországi népesség kontinuitása máig tartó vitákat kelt.
A finn és az észt régészet képviselői a finnugor, azon belül a balti-finn nyelveket beszélő lakosság autochton jellegét hangsúlyozták, ezt látszik igazolni a genetika is. Megjegyzendő, hogy az őskori finnugor népek (az azóta kihalt merja és muroma nyelvek beszélőit is beleértve) jóval nagyobb területen szóródtak szét, mint napjainkban. A korábbi finnugor nyelvterület és egyes régészeti megfigyelések miatt egyes kutatók a Kelet-Európa nagyobb részére kiterjedő nagy őshaza koncepciója mellett érveltek. Kalevi Wiik elmélete szerint a finnugorok ősei a mai Németország és Dánia területétől egészen Nyugat-Szibériáig szóródtak szét, majd a Kr. e. 4. évezredben beköltöző indoeurópai nyelvű népek asszimilálták déli-délnyugati elhelyezkedésű csoportjaikat.
Mivel orosz részről Belarusszia és Litvánia területét tekintették a szláv őshazának, a Finn-öböltől délre lokalizálták a szintén indoeurópai, a protoszlávokkal nyelvi rokonságban álló protobalti népesség területét, több szempontból ellentmondásba kerültek a finn vagy észt őstörténészekkel. Mindemellett az orosz, majd szovjet kutatásokat politikai szempontok is hátráltatták. Egyes orosz kutatók a Felső-Volga vidékét tekintették a finnugor népek lehetséges őshazájának, míg Valerij Nyikolajevics Csernyecov elmélete az őshazát az Uráltól keletre, az Ob vidékére helyezte. Ez a megállapítása ellentétben állt a korábbi felfogással, mely szerint a finnugor őshaza az Uráltól nyugatra helyezkedett el.

### Neolitikum
Átfogó kutatások eredményeképpen a régészek megállapították, hogy a mai Finnország területét a őskőkorszak alatt kezdték el benépesíteni, az utolsó jégkorszak nagy glaciálisának jege elolvadása után. A vadászó-gyűjtögető őskori népesség a legújabb teóriák szerint a finnugor alapnyelvet megelőző uráli alapnyelvet beszélte. A legkorábbi lakosságot követte a Kr. e. 5. évezred végétől az új, finnugor nyelvet beszélő népesség bevándorlása. Mások Kr. e. 3000 környékére teszik a finn-permi nyelvet beszélő csoportok, a mai finnek őseinek beköltözését.
Kr. e. 5300 környékétől számítjuk a kerámia finnországi jelenlétét, köztük is elsősorban a fésűdíszes kerámiák utalnak a neolitikum kezdetére. Bár továbbra is a vadászat és halászat fedezte a lakosság szükségleteit, a régészeti feltárások rámutattak a újkőkorban is létező északkelet-európai kapcsolatokra: a finn területeken Skandináviából, a balti térségből és az Onyega-tó vidékéről származó nyersanyagokat (borostyán, kőzetek) találtak.

### Bronzkor
A finnországi bronzkor valamivel Kr. e. 1500 után kezdődött. Finnország tengerparti régiói az északi bronzkultúra részei voltak, míg a szárazföldi részek a mai Észak-Oroszországgal álltak kapcsolatban. Egyes feltételezések szerint a bronzkorban jelenhetett meg a sámánizmus.

### Vaskor
A finnekre vonatkozó földrajzi ismeretek a Krisztus utáni századokban jelentek meg. Tacitus a fennusok (fenni) alatt azokat a törzseket értette, melyek a Visla folyótól keletre laktak. Tacitus az alábbiakat írta róluk:
„...élelmük fű, ruhájuk állati bőr, fekvőhelyük a föld. Csak a nyílban bízhatnak, melyet vas híján csontheggyel látnak el, s a férfiak csakúgy vadászatból tengődnek, mint a nők. Mert mindenhová elkísérik a férfiakat s részt kérnek a zsákmányból. A vadállatok s viharok elől még a gyermekeknek is az az egyetlen menedék, hogy holmi vesszőfonadék alá húzódnak: ide térnek meg az ifjak, ez fogadja be az öregeket.”
Egyes kutatók azonban vitatják a Tacitus által Krisztus után 98-ban lejegyzett fenni nevű nép és a finnek kapcsolatát, a római auktor feltehetően a számik elődeinek életmódját írta le, hiszen az ókori finn népesség jóval fejlettebb volt a fentinél. Más feltételezések szerint a Tacitus által aesti néven emlegetett, hagyományosan a Finn-öböl déli részére lokalizált nép valójában gyűjtőfogalom lehetett, melybe a finnek ősei is beletartoztak.
A legnagyobb változást a bronzkorból a vaskorba való átmenet jelentette, a borostyánút révén a Mediterráneum termékei és kulturális hatásai a finn területeket is elérték. Az un. finn vaskorban az állattartás mellett egyre jelentősebbé vált a földművelés, elterjedtté váltak a vaseszközök, továbbá a társadalom is differenciáltabb lett. A késő ókorban és korai középkorban megnövekedett a lakosságszám, emellett erősebbé vált a normann hatás.

## Középkor
Mind a keleti gót származású Iordanes, mind a longobárd Paulus diakónus a Skandináv-félszigetről eredeztette népeiket, valamint régészeti nyomai is vannak a Dél-Skandináviából kiinduló germán népmozgásnak, Finnország népességén a népvándorláskor viharai nem hagytak nyomot. A 8–9. századi varég–rusz expanzióban részt vevő skandináv népelemek nem álltak meg Finnország területénél, a Ladoga-tó környékén is kapcsolatba kerültek finn településekkel. Régi skandináv mondák és egyes történetírók (mint például a dán Saxo Grammaticus vagy az arab al-Idríszi) szerint Finnországnak voltak királyai már a svéd uralom előtt is.
A finnek közel 700 éves politikai kapcsolata a svéd királysággal 1154-ben kezdődött (a kereszténység felvételével és IX. Erik svéd király révén). Bár a finnek a kereszténység felvétele előtt is érintkezésbe léptek nyugati szomszédjaikkal (erre utalnak a viking idők kereskedői és fosztogatói, a svéd területeken fennmaradt két 11. századi rúnafelirat, valamint néhány vitatott korai finn-germán nyelvi érintkezés), a 12. században költöztek svéd telepesek először a későbbi Finnország területére. A megkereszteletlen, államszervezet nélkül élő élő finnek és Novgorod városa ellen több svéd háború zajlott. Másfelől a 12–13. században az oroszok gyakran betörtek finn területekre, hasonlóan az észt, lett, lív és csúd népek elleni támadásokhoz. A korszak vitatott eseménye a novgorodiak jam nevű finn csoporttal viselt háborúja: egyesek szerint a finn häme törzzsel, mások szerint a karéliaiakkal háborúztak az oroszok.

### A svéd uralom kezdete
Bár egyes késő középkori legendák szerint a központi hatalom nélkül élő finn törzsek a 12. század derekán kerülhettek svéd uralom alá, a svéd fennhatóság kiépülését ténylegesen a második svéd keresztes hadjárathoz kötötték. 1249-től kezdve a források többnyire Svédország részeként nevezték meg Finnországot, majd Finnország első helyen szerepelt az 1253-as svéd egyházmegye-felsorolásban. Finnország kora és érett középkori történelméről mégsem tudunk sokat, mivel a Turkuban található iratok megsemmisültek a város novgorodiak általi feldúlásakor (1318). A svéd államiság kiépülését és a kereszténység elterjedését mutatta Åbo (Turku) püspökségének és katedrálisának 13. századi létrehozása és a Finnország keleti határát vigyázó Viborg (finnül: Viipuri) kereskedőváros megalapítása és erődjének felépítése. 1397 és 1523 között a finn területek is a skandináv országok, Dánia, Norvégia és Svédország alkotta kalmari unió részei lettek.
A svéd fennhatóság első évszázadaihoz kapcsolódik a finnugor népek egyik mindmáig élő kulturális törésvonala: míg a finnek a nyugati kereszténységhez csatlakoztak és szakítottak a sámánizmussal, addig a karéliaiak között tovább élt a pogányság, utóbb a keleti ortodoxia lett a meghatározó. A keleti-délkeleti svéd terjeszkedés Karéliában és a Baltikumban – mely a katolicizmus, majd a 16. századtól a lutheránus hit terjesztésével párosult – nem egy menekülthullámot indított el kelet felé.

## Kora újkor

Svédország a legnagyobb kiterjedése idején. A finnek a sötétzölddel jelölt svéd törzsterülethez tartoztak.

A kora újkor folyamán a svéd nyelv lett az uralkodó a közigazgatásban és az oktatásban. A 16. században a finnek evangélikus hitre tértek, mely fokozatosan a finn nyelv pozícióinak erősödéséhez vezetett. Ezt jelzi az 1548-as Újszövetség- és az 1642-es Biblia-fordítás is. 1550-ben alapították meg Helsinkit, mely azonban a században nem vált számottevő központtá. A 16. században két nagy orosz háború (1555–1557, 1570–1590) okozott pusztításokat Finnország keleti régióiban, a század végén tört ki a magas adóterhek miatt a finn történelem legnagyobb, véresen levert parasztfelkelése (1596–1597). A határvidékre kivetett nagy adók és az evangélikus hit erőszakos terjesztése a karéliai lakosság Oroszországba való meneküléséhez vezetett.
A 17. századtól a terjeszkedő politikát folytató, nagyhatalmi címre törekvő Svéd Királyság, mely a parasztság tömegeiből sorozta a katonaságát, egyre nagyobb mértékben vette igénybe a finn területek emberanyag-tartalékait. A harmincéves háborúban és az északi háborúkban a katolikus németek és lengyelek ellen harcoló svéd könnyűlovasság jelentős részben finn katonákból állt. De tisztán finn sorozású gyalogos haderő harcolt a német és orosz frontokon is. Svédország Dániával is gyakran háborúzott a századok során. A dán flotta gyakran megtámadta Finnország partjait és finn területekre gyakorta léptek dán katonák.
A gyarapodás időszakát (melyet főként a finn településterület keleti növekedése és a német lakosság bevándorlása jellemzett) 1696-1699-ben törte derékba a Finnország lakosságát megtizedelő nagy éhínség (mely a kis jégkorszakkal hozható összefüggésbe). A fagypont alatti hőmérséklet és a gabonahiány a finn népesség legkevesebb egyharmadának halálát okozta. További pusztulást okozott a finn területeket is elérő, 1700-tól 1721-ig húzódó nagy északi háború.
Részben a svédek ambícióiból, részben az Orosz Birodalom nagyhatalmi politikájából következett, hogy Kelet-Finnország és a finn partvidék gyakran vált svéd-orosz villongások színterévé és orosz támadások célpontjává. Az orosz flotta az 1710-es években átmenetileg elfoglalta Helsingforst (finn: Helsinki) és Åbót (finn: Turku), míg a nystadi béke értelmében Oroszország birtoka lett Észtország, a Finn-öböl mindkét partja (Ingermannland), Délnyugat-Karélia és Viborg vára. Mindez a Finnországra váró hatalmi változásokat előrevetítette.

## Finnország orosz uralom alatt
A svéd abszolutizmus arra késztette a finn vezetők egy részét, hogy a 18. század végétől orosz védnökség alatt képzelték el Finnország jövőjét. Az 1741–43-as orosz–svéd háború során 1742. március 18-án Erzsébet orosz cárnő finn nyelvű kiáltványt intézett a finnekhez, amelyben a svédektől és oroszoktól egyaránt független Finnország megteremtését kérte tőlük. A svéd vereség után a cárnő már orosz alattvalóknak nyilvánította a finneket, de közben a finnországi rendek Karl Peter Ulrich von Holstein-Gottorp herceget – aki utóbb orosz trónörökös és III. Péter néven cár lett – felkérték nagyhercegnek. A politikai helyzet azonban hamarosan túlhaladottá tette a finn függetlenség kérdését.
A több évszázadon végignyúló svéd-orosz ellentétekre pontot téve, a Napóleonnal megkötött 1807-es tilsiti békét kihasználva 1808–1809-ben I. Sándor orosz cár elfoglalta Finnországot, Lappföldet és az Åland-szigeteket. Oroszország területszerzését a bécsi kongresszus is elismerte. Finnország kormányzó testületeit 1809 után alakították ki, amikor a porvooi országgyűlésen I. Sándor cár kinyilvánította, hogy a finnek Svédország árnyékából a nemzetek közé emelkednek, és az ország önálló nagyhercegség lett az Orosz Birodalmon belül.
Finnország autonóm nagyhercegség (Suomen suuriruhtinaskunta) lett egészen 1917 végéig, míg a svédeket Norvégiával kárpótolták. Az orosz fennhatóság ellenére megmaradt a finn országgyűlés és a helyi adminisztráció jogköre, valamint az evangélikus egyház és a svéd nyelv hivatalos státusza is. Mindemellett az oroszok a nem-finn lakosság letelepítését bátorították és sok esetben figyelmen kívül hagyták a finn parasztság hagyományos jogait.

## Finnország a 19. században

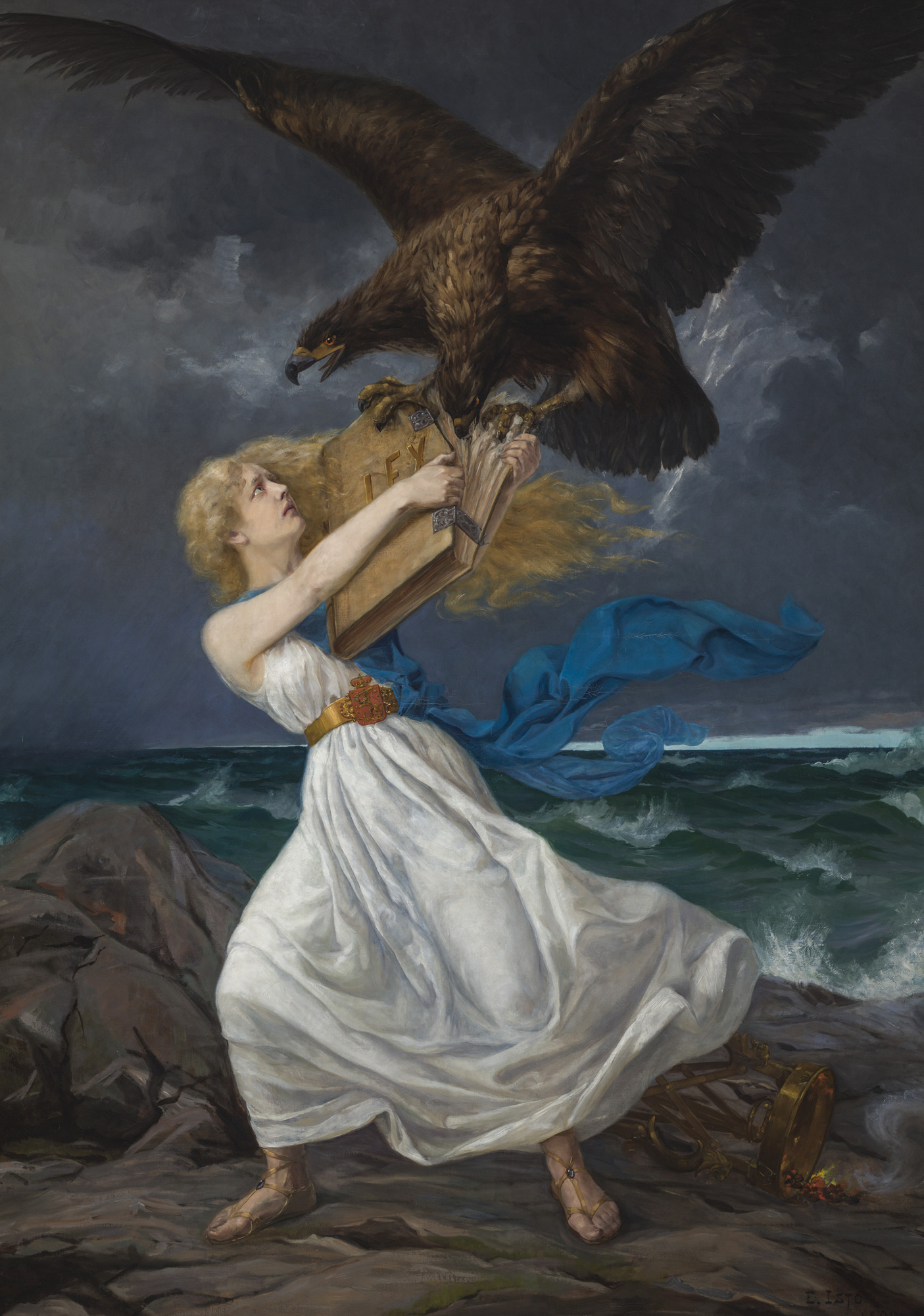
Edvard Isto Támadás (Hyökkäys) címet viselő, 1899-ben készült alkotása a finn–orosz viszonyt jeleníti meg. A Finnországot ábrázoló nőalak a kétfejű cári sas áldozata.

A 19. század során Finnország felnevelt egy egyetemet végzett intellektuális réteget, amely a nép igazi képviselőjének tartotta magát. A finn parasztság azért is lehetett a finn nemzetépítés politikai bázisa, mivel a jobbágyság jogi állapotán felül állva a svéd és az orosz uralom alatt is megőrzött bizonyos szabadságjogokat. A finn nyelv térnyerését és a 19. századbeli finn nacionalizmus fellángolását mutatta többek között a Kalevala eposz kiadása is. A nemzeti identitás az összeurópai nacionalizmussal párhuzamosan alakult ki. Az 1830-as és 1840-es években Johan Ludvig Runeberg és Elias Lönnrot megalkották a finn nép és finn természet idealizált képét. A nemzeti romantika és a modern nemzetről szóló vita másik központi alakja Johan Vilhelm Snellman volt, aki a finn nyelv használatát támogatta a művelt rétegek körében, az addig szokásos svéd helyett. A finn nyelv véglegesen 1892-ben vált hivatalos nyelvvé, ennek ellenére a svéd nyelv maradt a kultúra, tudomány és üzleti élet nyelve egészen az 1920-as évekig.
A 19. század második felében – az Oroszországban II. Sándor cár alatt végbemenő reformokhoz hasonlóan – a Finn Nagyhercegség jelentős mértékben fejlődött. Ekkor alakult ki a máig meghatározó papíripar. Létrejött a finn fizetőeszköz, a márka (1860), megerősödött a finn tőke, megjelentek a vasútvonalak és csatornák, azonban a mezőgazdaság átalakítása elmaradt. A gazdasági fejlődés és az éhínségek eltűnése ellenére az 1890–1914 közötti korszakhoz kapcsolódik a kivándorlás is: legkevesebb 200 ezer finn emigrált az Egyesült Államokba és Kanadába. A finn országgyűlés 1863-tól kezdve ülésezett rendszeresen. 1906-ban a rendi országgyűlése helyett létrehozták az egykamarás parlamentet, és bevezették az általános és egyenlő választójogot.
A gazdasági és kulturális fejlődés szempontjából kedvező korszakot a 19. század végétől 1917-ig tartó oroszosítási hullám törte meg a Nagyhercegségben. II. Miklós cár 1899-es újításainak következtében a Nagyhercegség területén az orosz lett a hivatalos nyelv, az ortodox egyház emelkedett államegyház rangjára, továbbá cenzúrázták a sajtót. 1901-ben Oroszország új sorozási törvényt vezetett be, aminek értelmében a finneknek nem csak Finnország védelmében kellett harcolniuk, hanem Oroszország érdekében is bármely fronton. A finn ellenállás komoly méreteket öltött, a sorköteleseknek csak fele jelentkezett szolgálatra.
Az ország oroszosításának második szakasza és az első világháború oda vezetett, hogy a különböző mozgalmak egyesítették erőiket. A jäger mozgalom 1915-ben 1900 önkéntest küldött Németországba elit gyalogsági kiképzésre a majdani fegyveres ellenállás érdekében. A cári hadseregben ezzel szemben jóval több finn nemzetiségű katona harcolt a világháborúban.

## Függetlenné válás és polgárháború

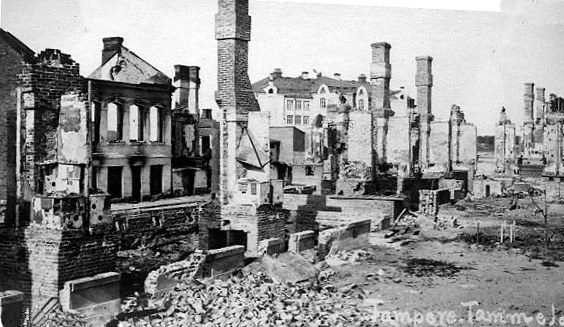
A lerombolt Tampere városa, mint a pusztítás egyik szomorú mementója

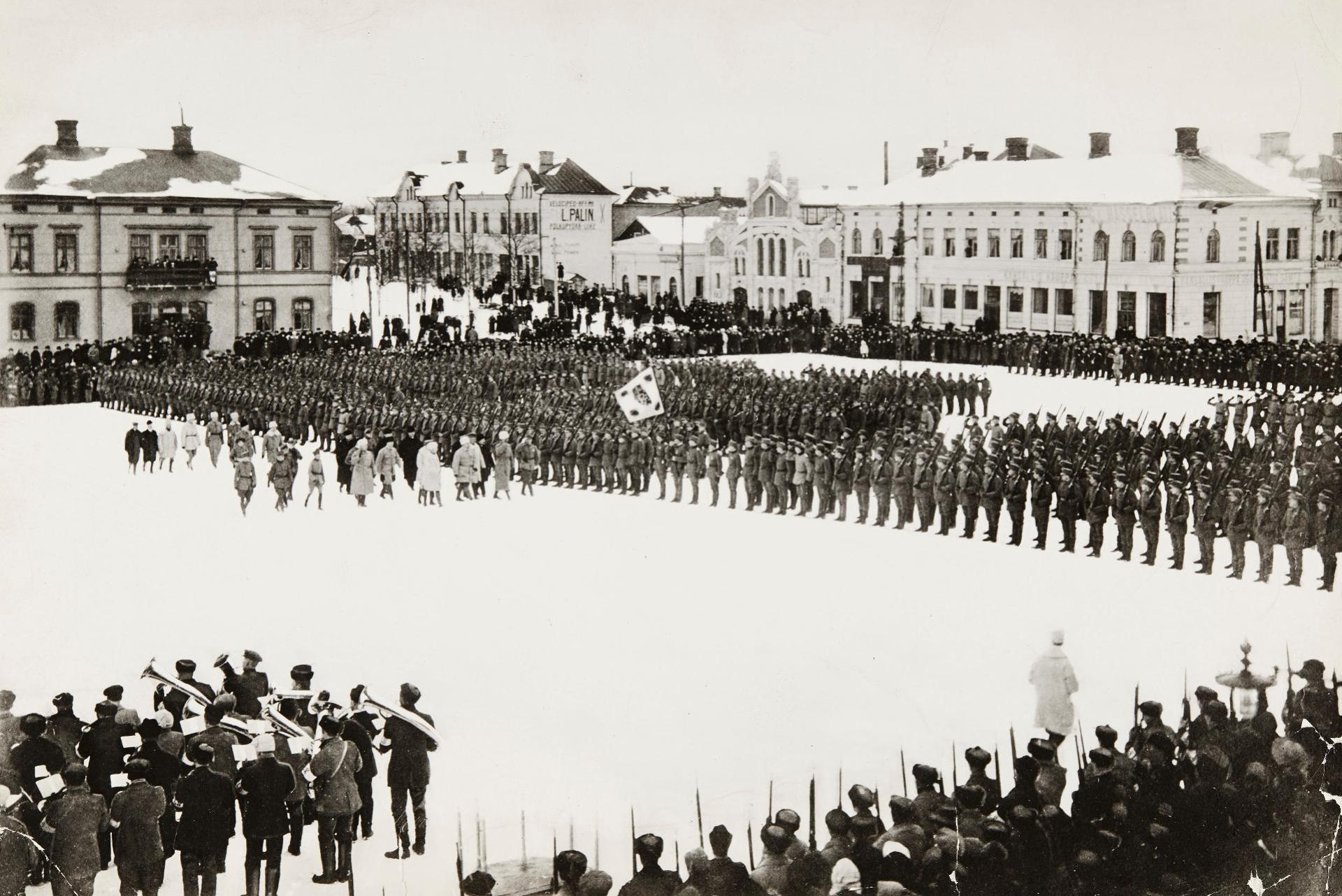
Mannerheim tábornok csapatszemlét tart, 1918.

1917. december 6-án, röviddel a bolsevik forradalom után, Finnország kikiáltotta függetlenségét, amelyet Lenin kormánya meg is adott nekik. Ugyanakkor a finn kormány a nemzetközi elismertség hiányával küzdött, másrészt a szovjet-orosz kormány nem riadt vissza a forradalom exportjától, emellett a hagyományos orosz nagyhatalmi és geopolitikai igények is tovább éltek.
A finn fegyveres erők megszervezése jelentette a legégetőbb problémát, ugyanakkor komoly ellentét feszült az első világháború alatt a cári Oroszország mellett harcoló veteránok és a központi hatalmak oldalán küzdő önkéntesek (Jääkäriliike) között. Minthogy nem volt hivatalos rendőrség és katonaság, amely rendet tartott volna az országban, 1917 márciusa után a bal- és a jobboldali erők elkezdték kiépíteni saját biztonsági csoportjaikat, ami két független fegyveres alakulat, a fehér és a vörös őrség kialakulásához vezetett. Ugyanakkor jelentős politikai szakadék húzódott egyfelől a felső- és középosztály és az északi finn területeken birtokos parasztság, másfelől a Finnország népesebb déli részében jelenlévő szegényparasztság és ipari munkásság között, mely előrevetítette a későbbi konfliktusokat.
1918 januárjától kezdve az ország átvészelt egy rövid, de keserű polgárháborút, amely sok évre előre körvonalazta a hazai politikát. A „vörösöket” a szociáldemokrata párt támogatta, mellettük álltak – egészen kivonásukig – a Finnországban állomásozó orosz egységek. A másik oldalon a polgári pártok képviselői, a fehérek harcoltak, akiket a császári Németország segített. A harci tapasztalatokkal rendelkező fehérekkel szemben a vörös alakulatok fegyveres civilek voltak, nem pedig professzionális katonák, képzettségi szintjük és harci moráljuk alacsony volt. A polgárháború a vörösök vereségével végződött, ezt követően az 1920–1930-as években a fehér parasztságra támaszkodó agrárpárt vált a politika vezető erejévé. Megközelítőleg 37 000 ember halt meg a polgárháború során, többségük a fogolytáborokban uralkodó körülmények miatt, emellett több tízezren emigráltak.
Finnország függetlenségét és határait az 1920-as tartui finn-orosz békeszerződés erősítette meg.

## A két világháború között

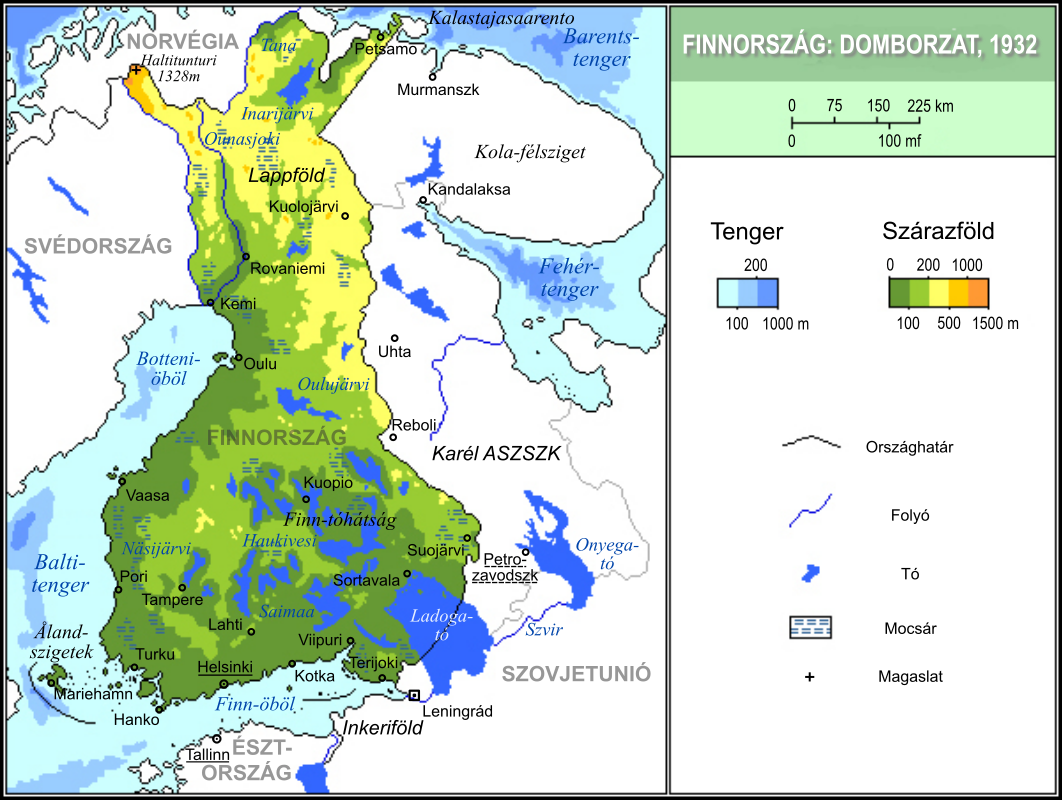
Finnország 1920–1940

A breszt-litovszki békeszerződést követően Kelet-Európa az orosz hegemónia helyett a német érdekszférába került, a helyi kormányzatokat a németek hozták létre. A konzervatív szenátus a finn polgárháború után kísérletet tett az alkotmányos monarchia felállítására, mely esetben a német császári ház egy tagja uralkodott volna, de Németország első világháborús veresége után Finnország független köztársasággá vált. Ekkoriban Finnország Svédországgal, valamint a nyugati hatalmakkal, Nagy-Britanniával és az Egyesült Államokkal alakított ki jó viszonyt.
A korszak pozitívumai közé tartozott a földosztás és a nemzeti műveltség kiemelt támogatása, ekkor alakultak ki Magyarországgal és Észtországgal a nyelvi rokonság által motivált tudományos és kulturális kapcsolatok. A finnugor szolidaritást mutatta az észt függetlenségi háborúban részt vett finn önkéntesek száma. A két világháború közötti Finnországot a többpártrendszer és skandináv típusú belpolitika jellemezte, melyet a szélsőséges politikai erők, mint az 1929-ben megjelenő nacionalista Lapua-mozgalom sem tudtak megingatni, míg a hasonló tendenciák Észtországban 1934-ben a demokrácia felszámolásához vezettek.
A Szovjetunióval való viszonyt feszültség jellemezte, nem utolsósorban amiatt, hogy a szovjet kormány befogadta a polgárháborúban vereséget szenvedett finn baloldaliakat. További diplomáciai ellentétet okozott, hogy az 1917-ben függetlenségét kinyilvánító Kelet-Karéliát a szovjet csapatok 1918-ban elfoglalták, míg több száz finn önkéntes harcolt az 1920-as évek elejének szovjetellenes karéliai felkeléseiben. 1923-ban „autonóm” szovjet köztársaság jött létre Kelet-Karéliában, amihez, orosz lakta területet is csatoltak, elősegítve a karélok asszimilációját. Az eldurvuló szovjet nemzetiségi politikából következett, hogy az 1930-as évek sztálini Szovjetuniójában komoly tisztogatások kezdődtek mind a finn emigránsok, mind a helyi finnugor értelmiség sorai között, továbbá a hivatalos szovjet politika eljutott a karjalai lakosság finn jellegének tagadásáig.

## A második világháborúban

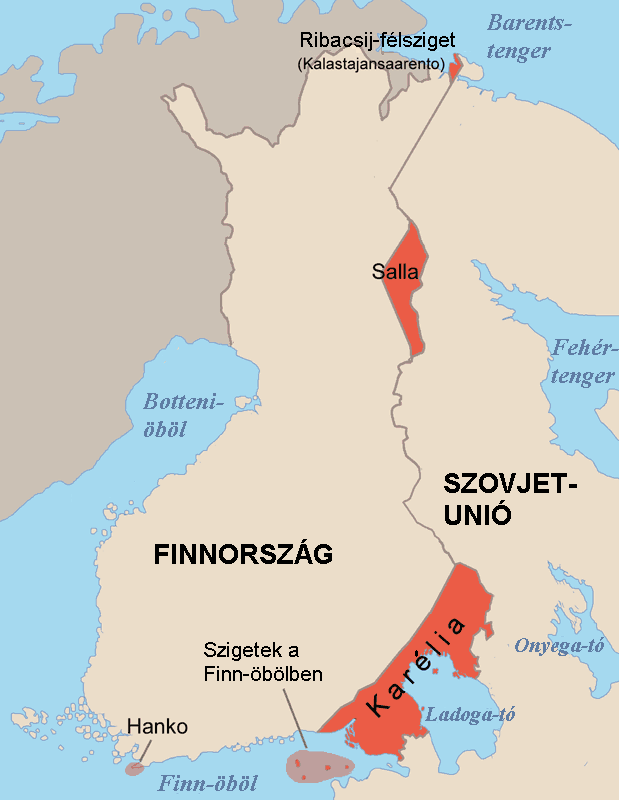
A téli háborút lezáró moszkvai béke alapján szovjet fennhatóság alá került területek

A második világháború alatt Finnország kétszer is harcolt a Szovjetunió ellen: a szovjet fél támadását követően, az 1939 és 1940-es évek között lezajlott téli háborúban (egy kis segítséget kapott Svédországtól) és másodszor 1941 és 1944 között (jelentékeny segítséggel Németországtól). Ezt követte a lappföldi háború 1944 és 1945 között, amikor Finnország visszavonulásra kényszerítette a németeket az országból.
1939. november 28-án a szovjet hadsereg a finn határ közelében a saját földjükön lévő Mainila települést ágyúzta, ez volt a később mainilai incidens néven elhíresült provokáció. A határincidens után a szovjet haderő 1939. november 30-án megtámadta Finnországot. A harcok során a finnek Svédországtól és a nyugati hatalmaktól szereztek hadianyagot. A nagyobb létszámú és jobban felszerelt szovjet Vörös Hadsereg súlyos veszteségeket szenvedett a téli háborúban, de a harcokban kimerült Finnország 1940. március 12-én kénytelen volt aláírni a békét. Területének 10%-áról, mintegy 40 000 km²-ről kellett lemondania. (Az ott élő mintegy félmillió embert Finnország más területeire telepítették.) A konfliktus rávilágított a szovjet haderő gyengeségeire, ami az 1941-es német támadáshoz vezetett.
A Szovjetunió ellen indított támadásban való részvételt folytatólagos háborúnak (finnül: jatkosota, svédül: fortsättningskriget) tekinti a történetírás, lényegében 1941. június 25. és 1944. szeptember 19. között zajlottak a hadműveletek Finnország és a Szovjetunió között. A finn katonák harcértékét a németek is elismerték, sőt a téli hadviselés terén a finneket tartották jobbnak. Finnország korlátozott háborút viselt, így nem kapcsolódott be Leningrád ostromába, valamint megelégedett a téli háborúban elvesztett területek visszafoglalásával. 1942-től a finn haderő védelemre rendezkedett be.
1944-ben a háborúból való kiugrást megkönnyítette, hogy Finnországba földrajzi okok miatt a németek nem tudtak erősítést küldeni. Az 1944-es szovjet offenzívát és a moszkvai fegyverszünetet a lappföldi háború követte, mikor a finn haderő a német csapatok ellen fordult. A németek ragaszkodtak a Petsamo környéki nikkelbányákhoz és Finnország északi részén vetették meg a lábukat. A finnek közel nyolc hónap alatt, 1945. április végére az országból a norvég határig szorították őket vissza.
1947-ben és 1948-ban a Szovjetunió olyan szerződések aláírására kényszerítette Finnországot, amelyek értelmében jelentős mértékű területi engedményeket kellett tegyen. Finnországnak fel kellett oszlatni több jobboldali és nacionalista szervezetet, miközben a kommunista párt újból legálissá vált és a baloldal megerősödött.

## A második világháború után
Az 1947-es párizsi béke Finnországot 300 millió dollárnyi jóvátétel kifizetésére kötelezte a Szovjetunió részére. A békeszerződés vitatott pontjaként feloszlattak számos jobboldali szervezetet és több, a háború idején irányító politikust ítéltek börtönbüntetésre. Ezt követően Finnország mintegy ütközőzónaként létezett a Szovjetunió és a nyugati országok között. Az úgynevezett YYA szerződés (Finn-Szovjet baráti, együttműködési és egymást kölcsönösen segítő egyezmény) jogokat adott a Szovjetuniónak arra, hogy Finnország belpolitikájába beleszóljon. Sok finn politikus arra használta ki a szovjet kapcsolatait, hogy pártok közti vitákat simítsanak el, ami még nagyobb befolyást adott a Szovjetuniónak.
A háborús pusztítások, szovjet légitámadások, a félmilliós menekülttömeg elhelyezése és a háborút követő sztrájkok gazdaságilag és pénzügyileg meggyengítették Finnországot. A szovjet támogatást élvező, baloldali jellegű kormánykoalíció és Mannerheim elnök elmozdítása (1946) ellenére Finnország nem lett kommunista ország, a többpártrendszer és a demokratikus berendezkedés megmaradt. Ez részben azzal magyarázható, hogy a szovjet csapatok nem szállták meg Finnországot, másrészt annak köszönhető, hogy Juho Kusti Paasikivi köztársasági elnök (1946–1956) sikeres diplomáciájával szerelte le a szovjeteket. Urho Kekkonen (1956–1982) követte őt az elnöki poszton, kettejükhöz fűződik a Paasikivi-Kekkonen vonal, a finn külpolitika semleges irányának és széleskörű nemzetközi szerepvállalásának kijelölése, előnyös gazdasági kapcsolatok létrejötte a Szovjetunióval, továbbá Finnország ipari országgá válása.
1991-ben, a Szovjetunió összeomlása után Finnország is szabadabb lett, 1995-ben belépett az Európai Unióba, 1999-ben az eurózónába. A finn gazdaságot a telekommunikáció és az elektronikai ipar fontossága jellemezte. Az ország példaértékű nyelvhasználatot és jogokat nyújt a finnországi svédeknek, a számiknak és egyéb kisebbségeknek. 2023-ban csatlakozott a NATO-hoz.

## Finnország történelmi demográfiája
1150: 20 000-40 000
1550: 300 000
1750: 428 000
1770: 561 000
1790: 706 000
1810: 863 000
1830: 1 372 000
1850: 1 637 000
1870: 1 769 000
1890: 2 380 000
1910: 2 943 000
1930: 3 463 000
1950: 4 030 000
1970: 4 598 000
1990: 4 977 000
2010: 5 375 000